# 東新宿站
東新宿站（日语：／ Higashi-shinjuku eki */?）是位於日本東京都新宿區新宿七丁目，屬於東京都交通局（都營地下鐵）、東京地下鐵的鐵路車站。車站開設後，公寓落成提高了使用人數，2012年又興建了與商業複合型的辦公大樓「新宿東城廣場」的連結通道，集合了車站東部居民的生活交流設施，進行再開發。

## 概要
此站有都營地下鐵的大江戶線與東京地下鐵的副都心線停靠，是轉乘站。大江戶線的車站編號是E 02，副都心線是F 12。
2000年12月，大江戶線車站啟用。站體大部分位於新宿七丁目，僅部分位於新宿六丁目（東南）、大久保一丁目（西北）、歌舞伎町二丁目（西南）。由於周邊地盤穩固，在車站開設後，以新宿七丁目為中心開始興建公寓大廈，使用人次逐漸攀升，2008年6月副都心線開通後持續帶動高成長率。
三菱地所「新宿Eastside」再開發計畫在2012年4月興建直通車站、工作機會達1萬人以上的商辦複合型辦公大樓「新宿Eastside Square」（地上20層，地下2層。2012年8月入駐，9月正式開幕），外部空間綠化達40%並打造與周邊地區一體化的景觀。Eastside南側是地上32層、地下1層、高111.7公尺、總戶數761戶的塔式公寓大樓群。
另外，車站東側住宅區的新宿七丁目在2011年整備「新宿KOKOKARA廣場」（新宿ここ・から広場），新宿區民的生活交流設施陸續進駐，2014年新宿區與新宿區醫師會合作的保健醫療設施東新宿保健中心·新宿區醫師會區民健康中心（災害醫療救護支援中心）開幕。

## 歷史
本站在大江戶線計畫初期名為「西大久保站」，而在副都心線計畫初期則名為「新宿七丁目站」。
- 2000年（平成12年）12月12日：本站開業。
- 2001年（平成13年）6月15日：副都心線動工[6]。
- 2007年（平成19年）4月9日：副都心線車站工程動工[7]。
- 2008年（平成20年）
  - 6月8日：副都心線車站工程完成[7]。
  - 6月14日：副都心線站區開業。
  - 6月16日：由於未能適應以小竹向原站為中心的複雜運行型態，導致副都心線及共用部分路段的有樂町線全日出現列車延誤。其中一班副都心線各站停車（往和光市）的列車原應駛進本站側線停站，但結果駛進本線通過本站。
- 2012年（平成24年）4月27日：車站直通的摩天大樓「新宿Eastside Square（日语：新宿イーストサイドスクエア）」竣工。
- 2015年（平成27年）5月30日：副都心線月台擴建為2面式。

## 車站構造
車站位於武藏野台地東端的豐島台，地層表面有關東壤土層、段丘礫層、東京層、上總層群覆蓋，黏性土壤堅硬，砂質土壤也極為密實。車站周邊的表層地盤增幅率十分低。

### 東京都交通局
大江戶線站區是以新宿七丁目十字路口為中心、位於職安通、拔辯天通下方的3層地下車站。月台採島式月台1面2線設計。本站月台採明挖工法建造，其深度約18.3公尺，小於大江戶線平均的22.3公尺。
大江戶線的車站設計採公開招募方式，因此各站皆有不同。本站的設計關鍵是「光」與「斜光」，需在地下空間表現出地面的自然光。站內的「放鬆空間」（ゆとりの空間）有渡邊豐重設計的《あすをあなたに》（TOMORROW FOR YOU）。

#### 月台配置
| 月台 | 路線     | 目的地                                   |
| ---- | -------- | ---------------------------------------- |
| 1    | 大江戶線 | 新宿西口、都廳前、（都廳前轉乘）光丘方向 |
| 2    | 大江戶線 | 飯田橋、上野御徒町、兩國方向             |

（來源：都營地下鐵:車站構內圖 （页面存档备份，存于））

### 東京地下鐵
副都心線站區位於新宿七丁目十字路口和大久保二丁目十字路口之間的明治通地下。
月台採兩層島式月台設計，上層（位於地下5樓）供往澀谷方向列車使用，下層（位於地下6樓）供往池袋方向列車使用。使用兩層月台是因為明治通路幅不能容納單層2座島式月台的設計。其中下層月台是副都心線池袋－澀谷段最深的月台，深度達地下35.4米，同時也是東京地下鐵第4深的月台。副都心線僅於本站設置避讓側線，令急行列車可在此站超越各停列車，此時各停列車需要進入側線等候及避讓。
過去，列車停靠的側線月台安裝了月台閘門，而列車通過的本線月台則安裝了白色分隔板，但也安裝了逃生門供乘客在緊急時疏散到月台。在平成27年度事業計畫中，本站規劃加入交互發車機能以因應誤點，並於2015年5月底撤除本線月台隔板。2015年5月30日起本線月台正式啟用。
由於車站北側（與大久保通交會部分）有電力等基礎設施埋設，因此本站採用管幕工法建設，往地面的出入口設於車站中央與南側（新宿七丁目側），車站北端大久保通僅設電梯。大江戶線的連絡通道也位於車站南端。
本站的設計概念是「杜鵑花」與「活力」（Active）。「杜鵑花」來自古代本站周邊的「杜鵑之里」（當時鐵炮組百人隊武士種植杜鵑花作為副業），「活力」（Active）則是現代「商業區與住宅區並存，各式各樣地域融合展現活力（アクティブ）的地域性」的營造主題。因此車站顏色採用杜鵑花的淡紅色，月台壁面與長椅也以杜鵑花設計。地下4樓有中山大輔的作品《新宿躑躅》。

#### 月台配置
| 月台 | 路線     | 目的地                                  | 備註                                                                                                   |
| ---- | -------- | --------------------------------------- | --- |
| 1、2 | 副都心線 | 新宿三丁目、澀谷、橫濱、元町·中華街方向 | 澀谷站直通 東急東橫線，橫濱站直通 港未來線                                                             |
| 3、4 | 副都心線 | 池袋、和光市、森林公園、飯能方向        | 和光市站直通 東武東上線（直通至森林公園站）或 小竹向原站直通 西武池袋線（經 西武有樂町線直通至飯能站） |

（來源：東京地下鐵:構內圖 （页面存档备份，存于））

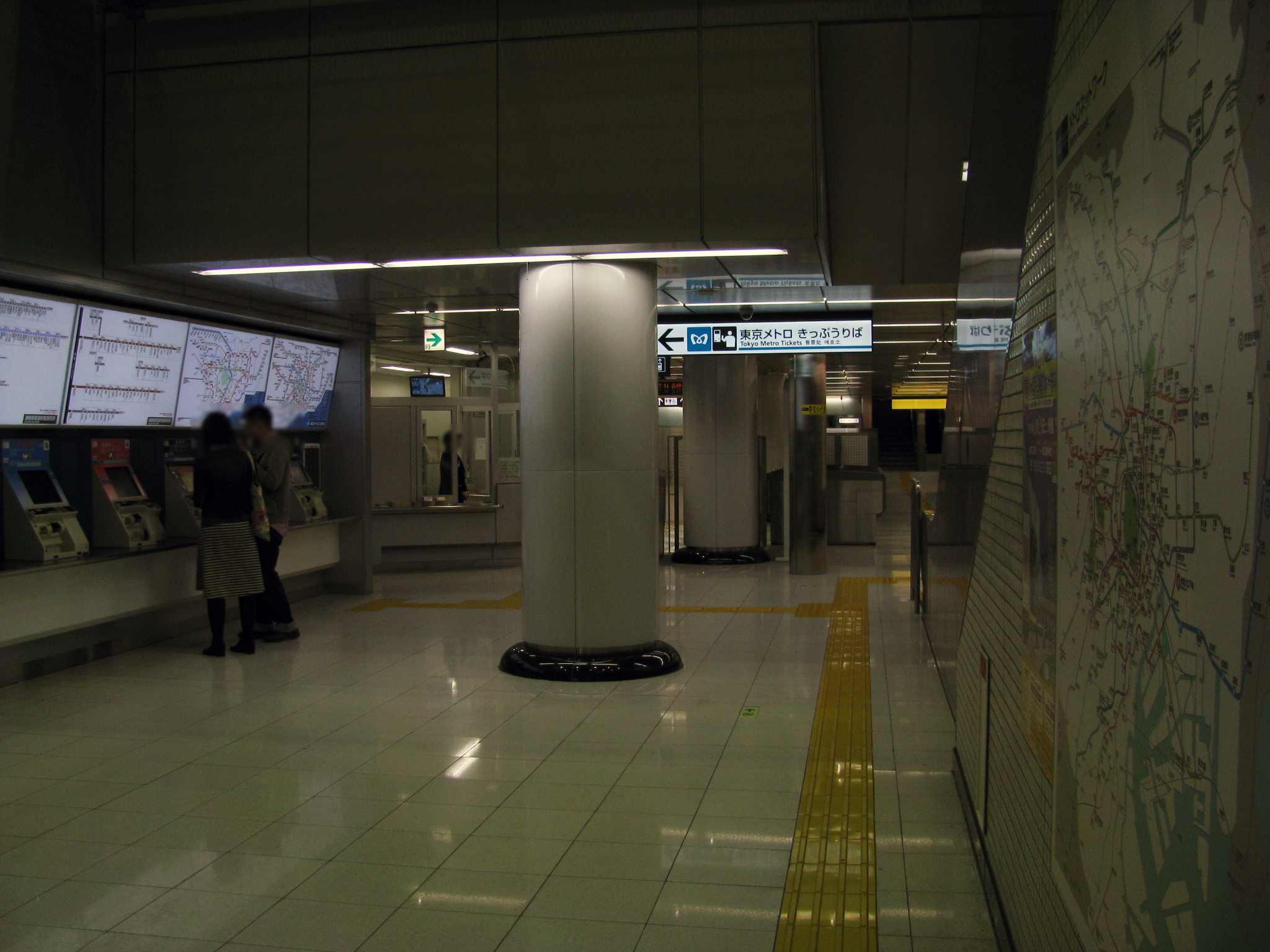
車站大堂（2008年11月2日）
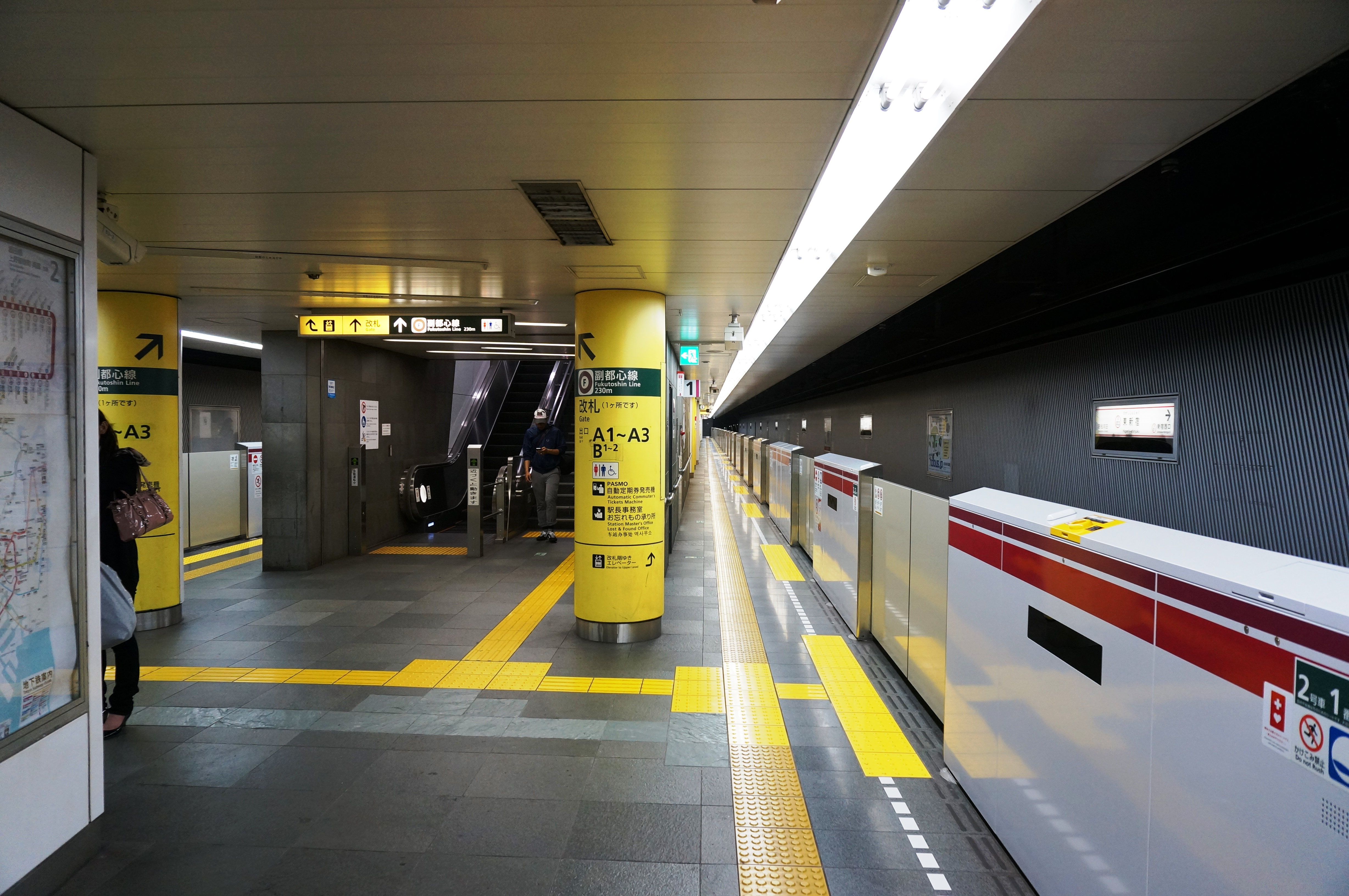
大江戶線月台（2013年5月）
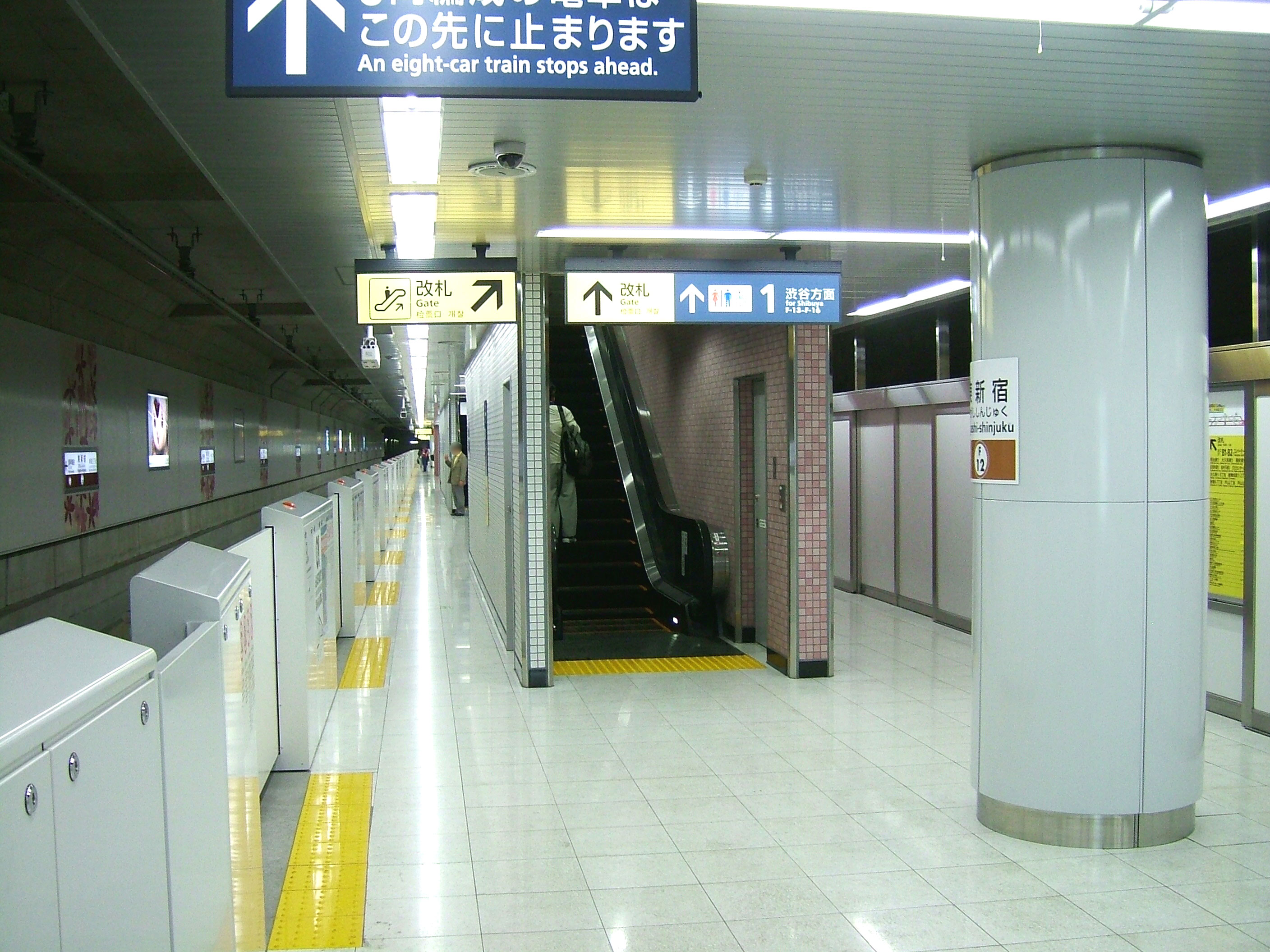
副都心線1號線（現2號線）月台（2008年6月18日）
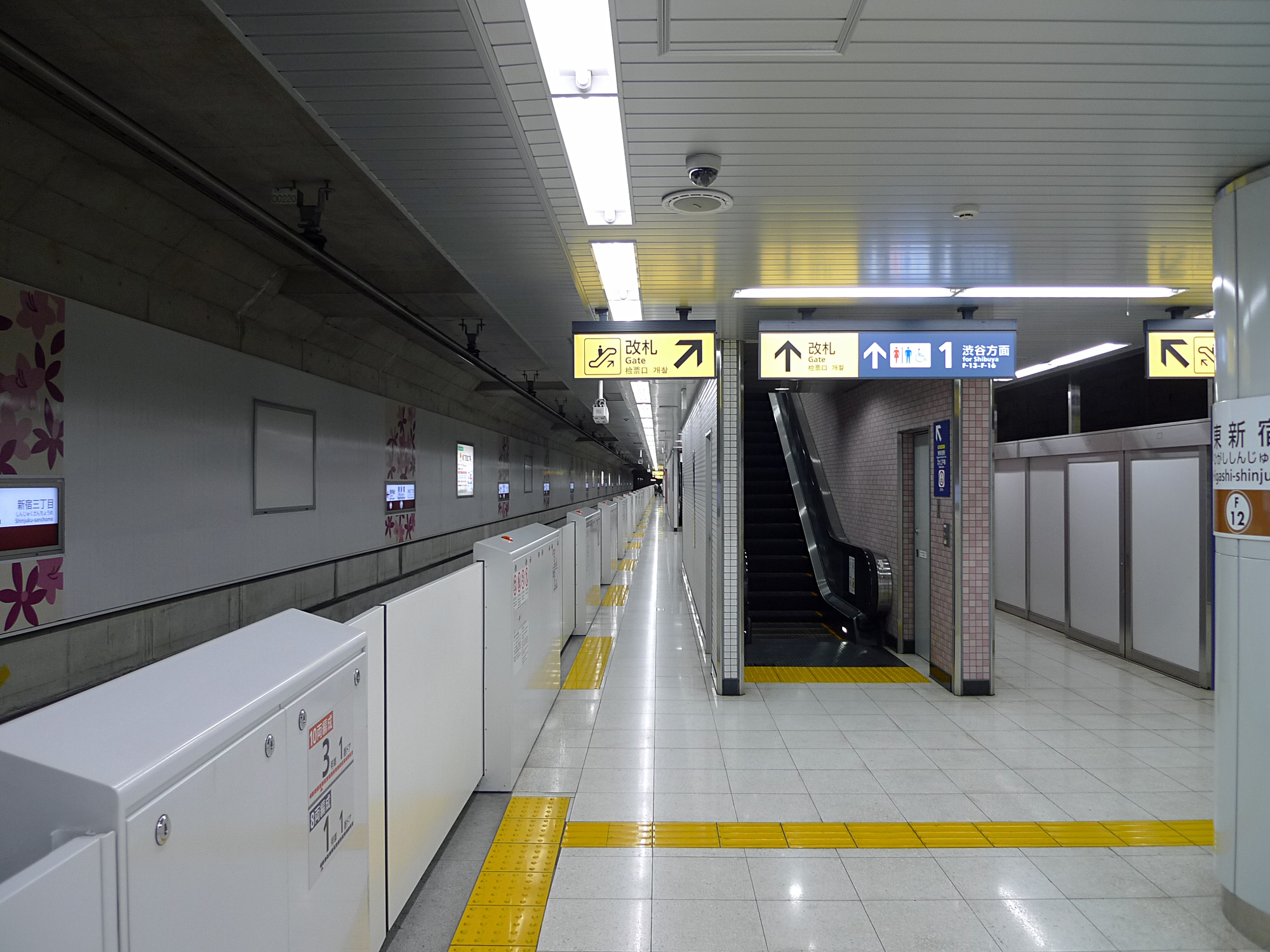
副都心線2號線（現4號線）月台（2009年6月）

## 利用狀況
自開業起，本站使用人次持續上升，而在副都心線開通後，都營地下鐵、東京地下鐵使用人數皆大幅上升。
- 都營地下鐵 - 2017年度1日平均上下車人次為41,560人（上車人次21,082人，下車人次20,478人）[使用人次 1]。
- 東京地下鐵 - 2017年度1日平均上下車人次為41,695人[使用人次 2]。
東京地下鐵全部130個車站當中排名第88位。而東京地下鐵在2009年錄得的每日平均上下車人次為16,152人（比上年度增加19.8%），2010年度為18,375人（比上年度增加13.8%），成為東京地下鐵所有車站增長率最高的車站。

### 各年度1日平均上下車人次
開業以來1日平均上下車人次如下表。
| 年度               | 都營地下鐵         | 都營地下鐵 | 東京地下鐵         | 東京地下鐵 |
| 年度               | 1日平均 上下車人次 | 增長率     | 1日平均 上下車人次 | 增長率     |
| ------------------ | ------------------ | ---------- | ------------------ | ---------- |
| 2003年（平成15年） | 12,761             | 5.3%       | 未開業             | 未開業     |
| 2004年（平成16年） | 13,323             | 4.4%       | 未開業             | 未開業     |
| 2005年（平成17年） | 13,892             | 4.3%       | 未開業             | 未開業     |
| 2006年（平成18年） | 14,523             | 4.5%       | 未開業             | 未開業     |
| 2007年（平成19年） | 15,915             | 9.6%       | 未開業             | 未開業     |
| 2008年（平成20年） | 18,231             | 14.6%      | 13,485             |            |
| 2009年（平成21年） | 19,550             | 7.2%       | 16,160             | 19.8%      |
| 2010年（平成22年） | 20,631             | 5.5%       | 18,381             | 13.8%      |
| 2011年（平成23年） | 21,552             | 4.5%       | 20,188             | 9.8%       |
| 2012年（平成24年） | 25,063             | 16.3%      | 23,763             | 17.7%      |
| 2013年（平成25年） | 29,922             | 19.4%      | 29,764             | 25.3%      |
| 2014年（平成26年） | 34,887             | 16.6%      | 34,871             | 17.2%      |
| 2015年（平成27年） | 38,055             | 9.1%       | 37,948             | 8.8%       |
| 2016年（平成28年） | 39,820             | 4.6%       | 39,657             | 4.5%       |
| 2017年（平成29年） | 41,560             | 4.4%       | 41,695             | 5.1%       |

### 各年度1日平均上車人次
開業以來1日平均上車人次如下表。
| 年度               | 都營地下鐵 | 東京地下鐵 | 來源              |
| ------------------ | ---------- | ---------- | ----------------- |
| 2000年（平成12年） | 3,973      | 未開業     | [ 東京都統計 1 ]  |
| 2001年（平成13年） | 5,170      | 未開業     | [ 東京都統計 2 ]  |
| 2002年（平成14年） | 6,047      | 未開業     | [ 東京都統計 3 ]  |
| 2003年（平成15年） | 6,383      | 未開業     | [ 東京都統計 4 ]  |
| 2004年（平成16年） | 6,687      | 未開業     | [ 東京都統計 5 ]  |
| 2005年（平成17年） | 6,975      | 未開業     | [ 東京都統計 6 ]  |
| 2006年（平成18年） | 7,310      | 未開業     | [ 東京都統計 7 ]  |
| 2007年（平成19年） | 8,112      | 未開業     | [ 東京都統計 8 ]  |
| 2008年（平成20年） | 9,296      | 6,773      | [ 東京都統計 9 ]  |
| 2009年（平成21年） | 9,977      | 8,175      | [ 東京都統計 10 ] |
| 2010年（平成22年） | 10,503     | 9,238      | [ 東京都統計 11 ] |
| 2011年（平成23年） | 11,019     | 10,186     | [ 東京都統計 12 ] |
| 2012年（平成24年） | 12,753     | 11,926     | [ 東京都統計 13 ] |
| 2013年（平成25年） | 15,197     | 15,012     | [ 東京都統計 14 ] |
| 2014年（平成26年） | 17,707     | 17,622     | [ 東京都統計 15 ] |
| 2015年（平成27年） | 19,314     | 19,172     | [ 東京都統計 16 ] |
| 2016年（平成28年） | 20,212     | 20,030     | [ 東京都統計 17 ] |
| 2017年（平成29年） | 21,082     |            |                   |

### 備註
1. ↑  2000年12月12日大江戶線開通。
2. ↑  2008年6月14日副都心線開通。

## 車站周邊
車站附近主要是中高層公寓，相對於繁囂的商業區較為平靜。明治通周邊有許多老牌Live House，再往內走則是悠久的商店街。在2007年擬定的新宿區總體規劃中，東新宿站是「生活交流之心」，目標成為「生活者便利性高為魅力的新據點」。明治通也持續進行路樹種植與沿線建築綠化等措施。

### 新宿Eastside

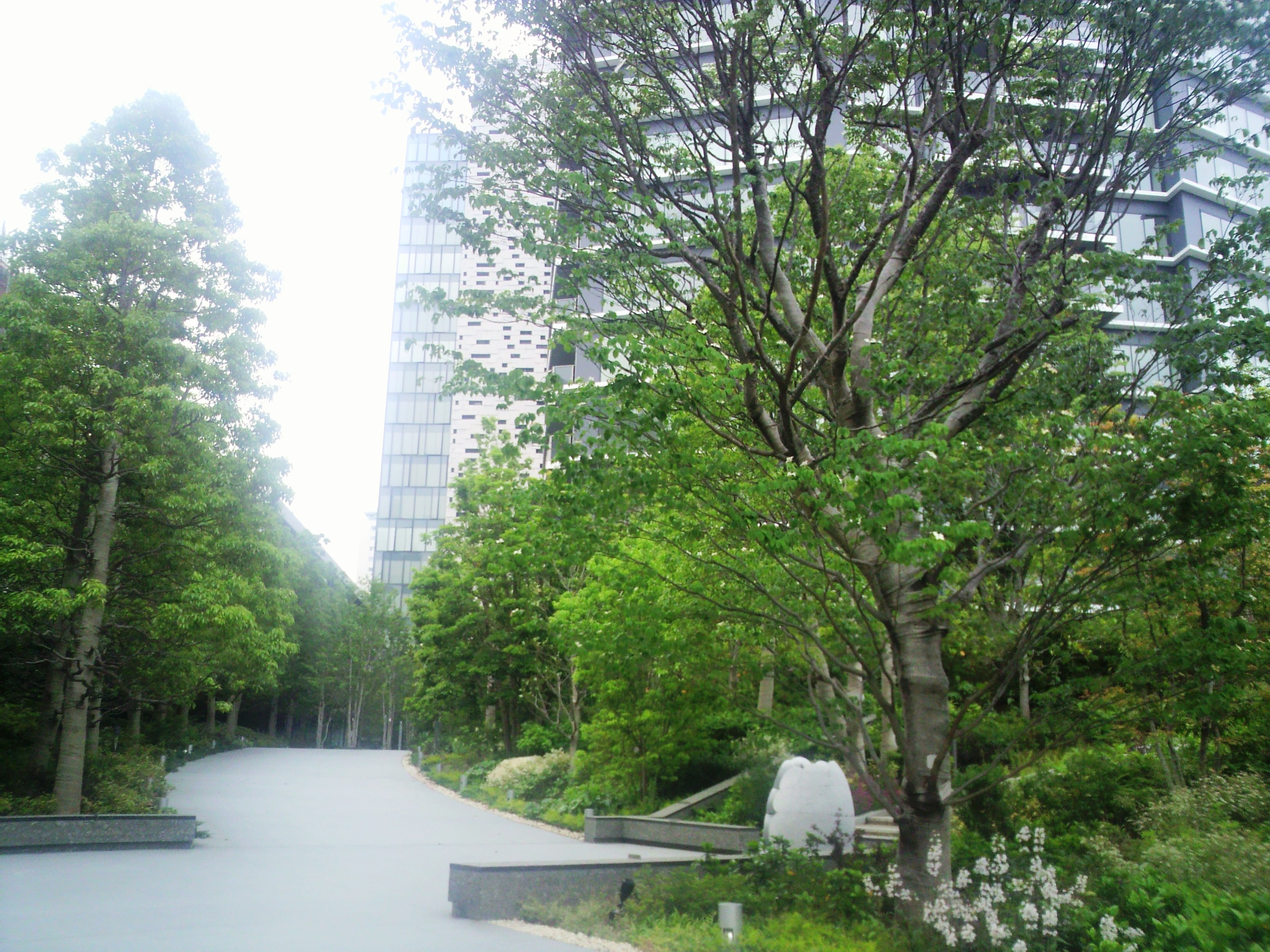
外部空間綠化達40%的新宿Eastside

2007年，本站東南部約3.7萬平方公尺的日本電視台高爾夫花園舊址由三菱地所擊敗都市再生機構取得開發權，該公司將該開發區命名為「新宿Eastside」，並與日本土地建物、大和房屋工業、平和不動產一同合作開發。
2012年4月，建地北側辦公區的地上20層、閣樓2層、地下2層、高96公尺、樓板面積約17萬平方公尺，並有下沉式花園直通本站的新宿Eastside Square動工（2012年8月起開放入駐，9月正式開幕）。該大樓可提供1萬人以上的就業機會，地下1樓與1樓部分區域是商業設施，1樓至20樓為辦公區域，入駐企業包括史克威爾艾尼克斯控股、軟銀科技等。另還建有地上6層的租賃住宅棟。
建地南側居住區的地上32層、地下1層、高111.7公尺、總戶數761戶的塔式公寓大樓「Parkhabio新宿Eastside Tower」（之後為Comforia新宿Eastside Tower）「塔棟」與地上4層的「西棟」、地上1層的「南棟」在2012年春季竣工。塔棟1樓的超市丸悅同時開幕。
新宿Eastside在下沉式花園設計了曲線階梯、步道、長椅、藝術作品等，並補強往新宿七丁目新宿文化中心、往新宿站方向的行人路網，打造與周邊住宅區、商業區一體化的高回遊性景觀。

### 出入口
大江戶線開業時開設的出入口編號開頭為A（A3除外），副都心線開業時開設的出入口編號開頭為B。明治通上的A2出入口周邊有腳踏車停車場。

#### A1出入口（歌舞伎町二丁目）
- 西武新宿站
- 區役所通
- 東新宿Residential Tower
- 新宿歌舞伎町郵便局
- HelloWork（日语：公共職業安定所）新宿
- 日本健康管理協會新宿健診中心
- 稻荷鬼王神社（日语：稲荷鬼王神社）

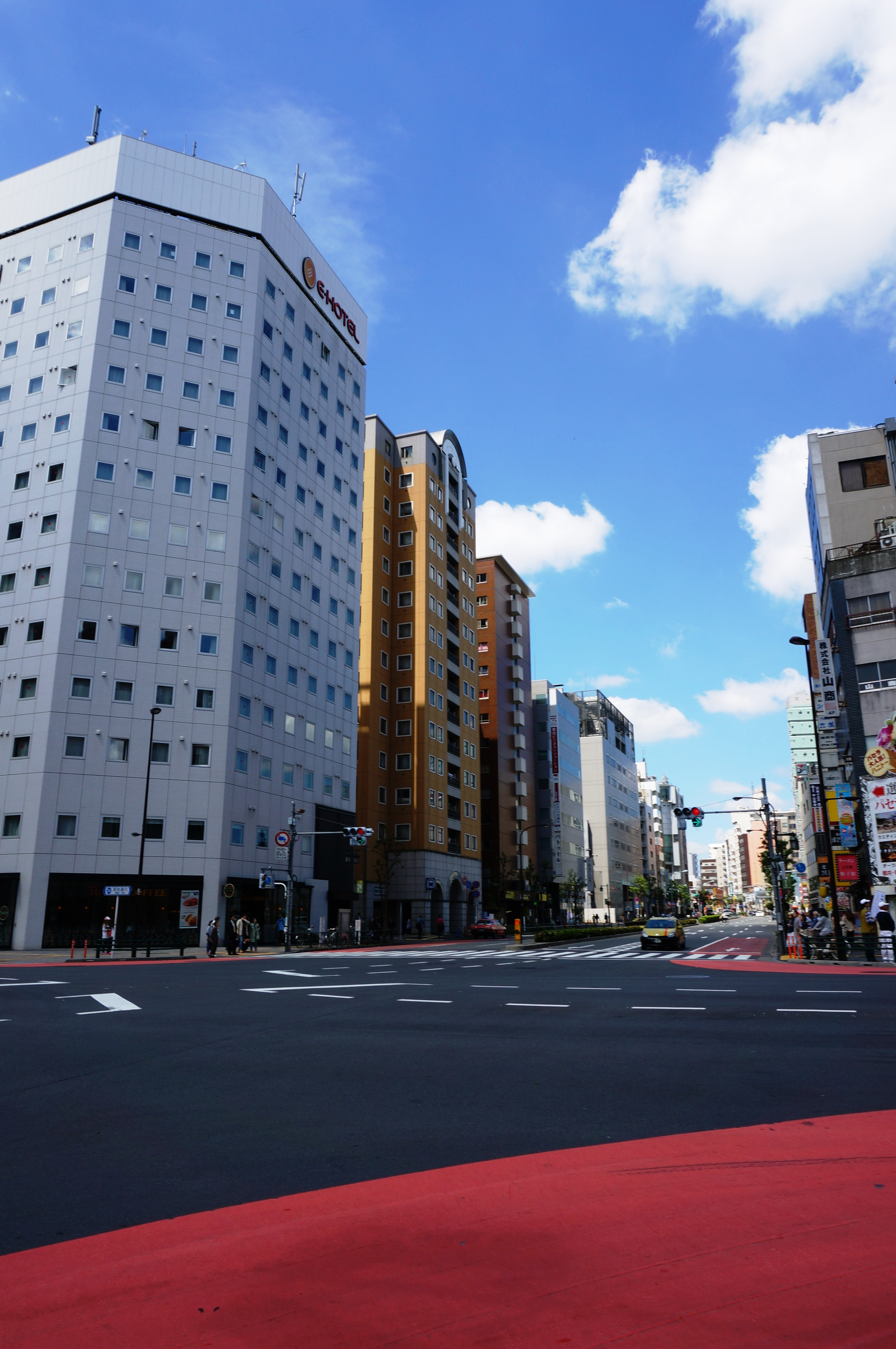
位於商業地區的A1出入口

- 東京都保健醫療公社大久保醫院（日语：東京都保健医療公社大久保病院）
- 日清食品控股東京本社（近新宿三丁目站E1出入口）
- 新宿明治通郵便局
- E-HOTEL東新宿

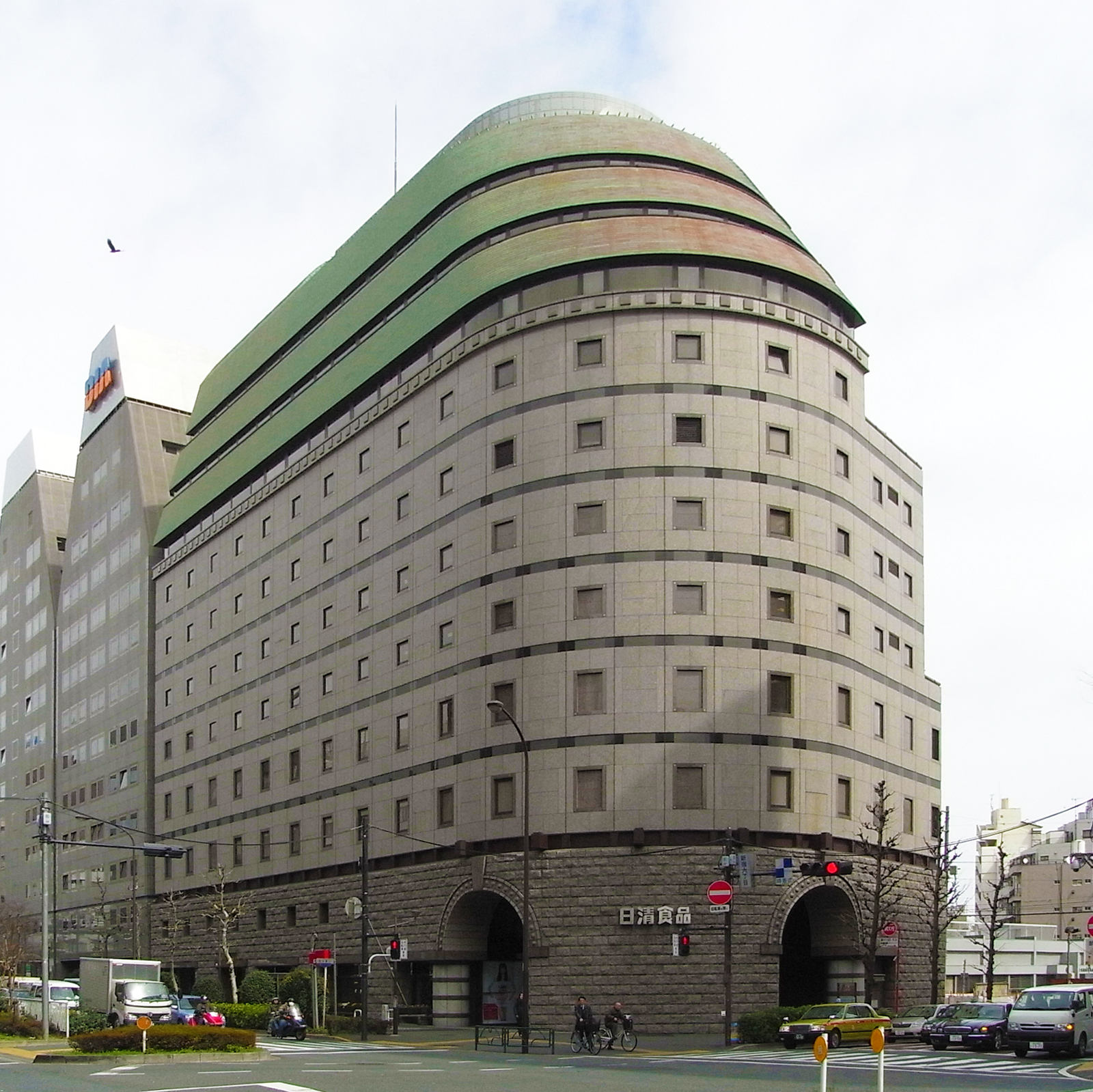
日清食品控股東京本社
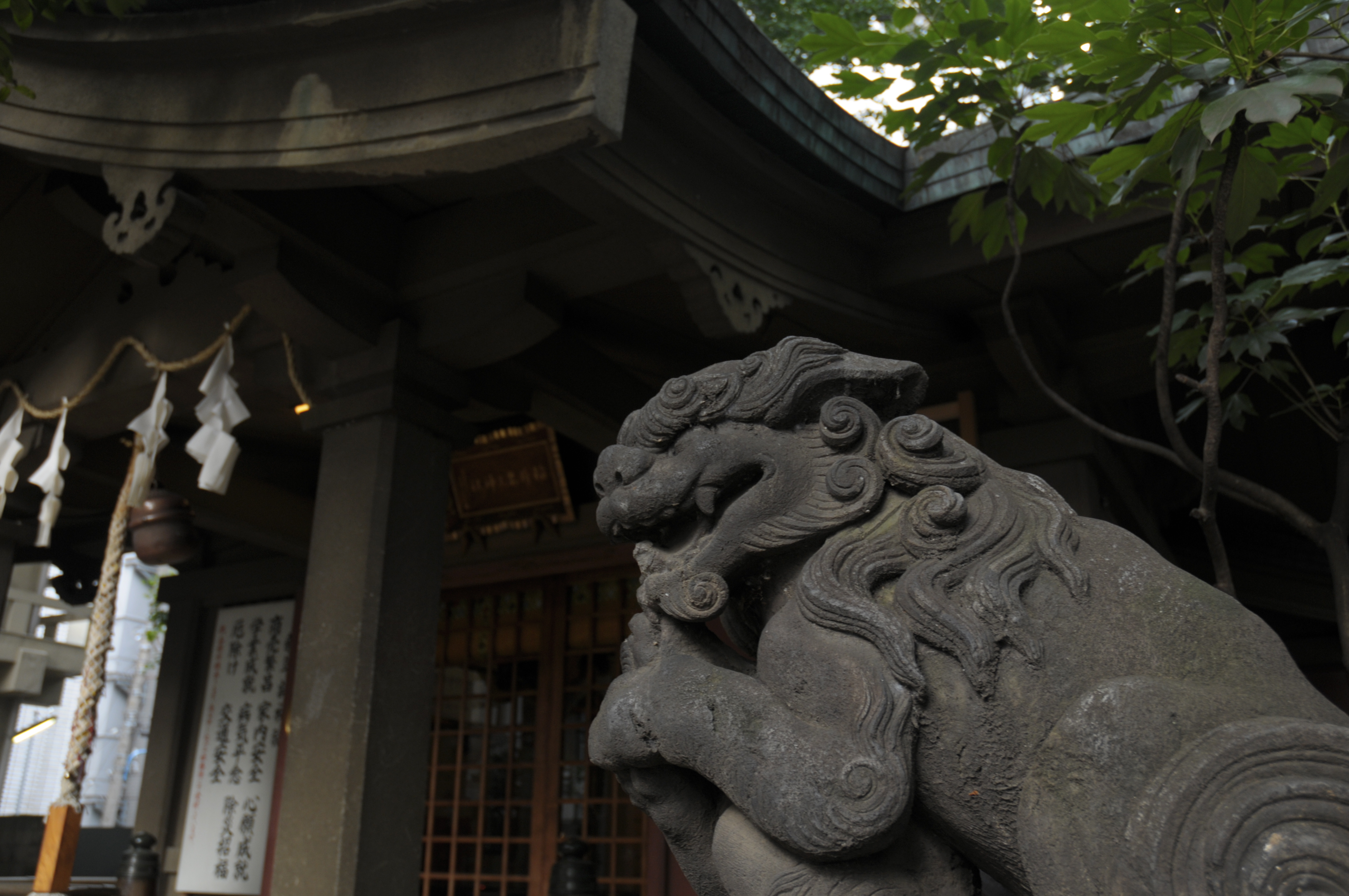
稲荷鬼王神社

#### A2出入口（新宿七丁目）

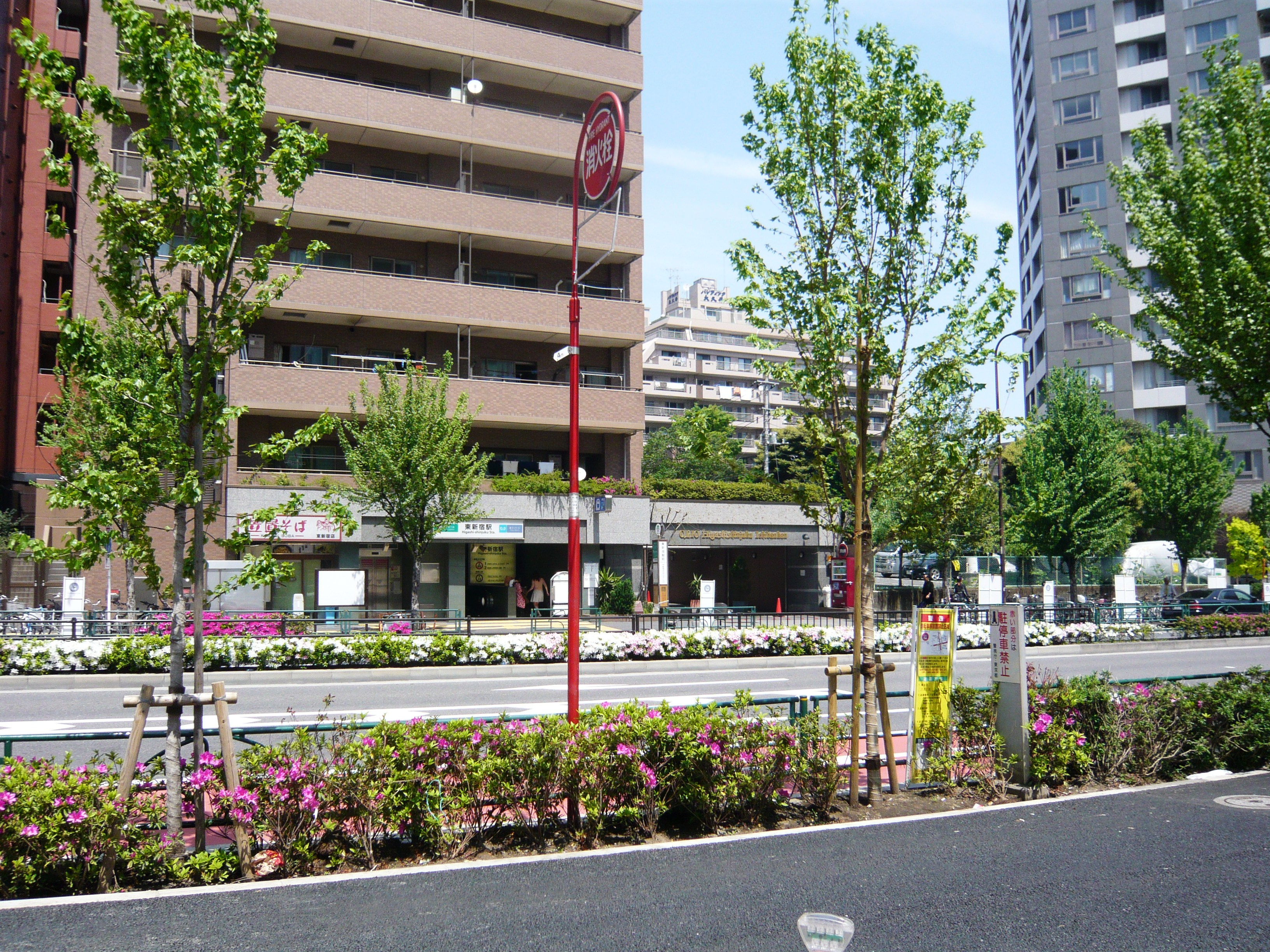
公寓林立的A2出入口

大江戶線開業時開設。位於住宅區新宿七丁目的西南端，臨拔辯天通。此出入口設有電扶梯（上行）與通往大江戶線剪票口的電梯。新宿七丁目有島田久左衛門開設的久左衛門坂、充滿江戶情懷石梯的梯子坂、尾張藩戶山屋敷椎木覆蓋的椎木坂與寺社，在新宿區都市總體規劃中規畫以情懷街道進行景觀設計。2014年6月，新宿區與新宿區醫師會合作的保健醫療設施（東新宿保健中心·新宿區醫師會區民健康中心）開幕。
- CLIO（クリオ）東新宿壹番館
- 東新宿保健中心·新宿區醫師會區民健康中心（新宿區醫師會館）
- 東京社會保險協會FILEO（フィオーレ）東京
- 拔辯天（日语：厳嶋神社 (新宿区)）通
- 文化中心（日语：新宿文化センター）通

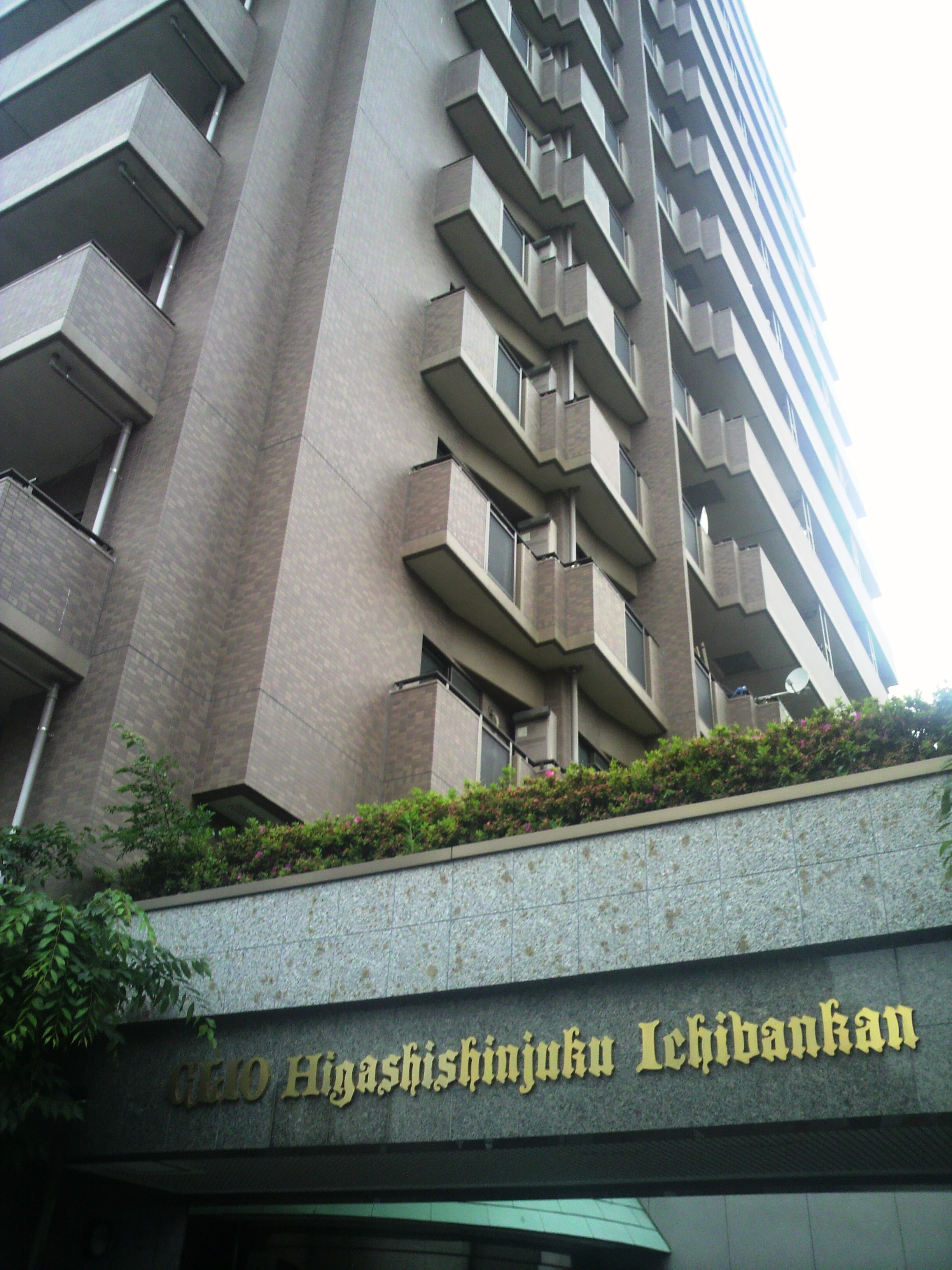
CLIO東新宿壹番館
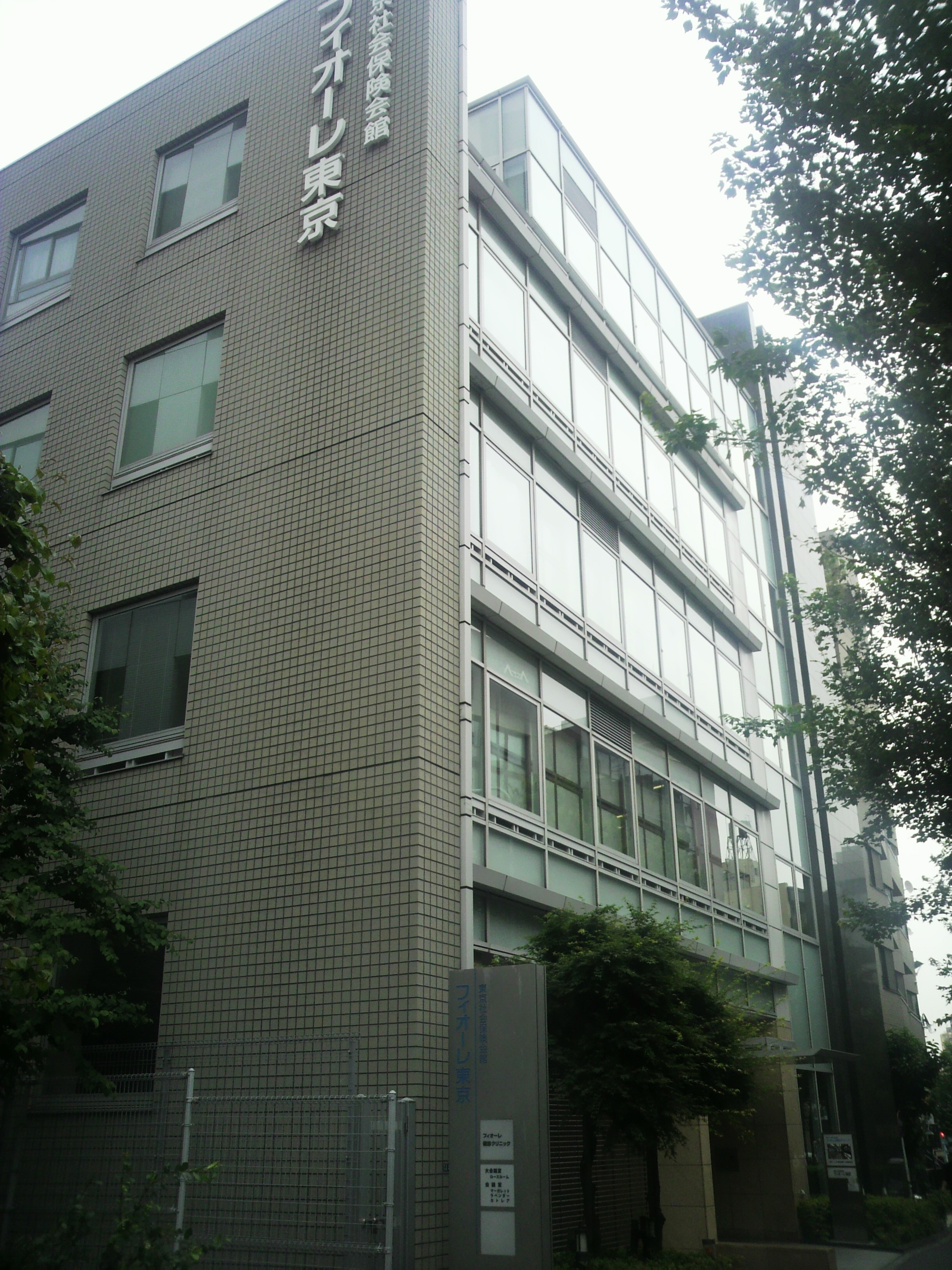
東京社會保險協會FILEO東京

#### A3出入口（新宿六丁目）

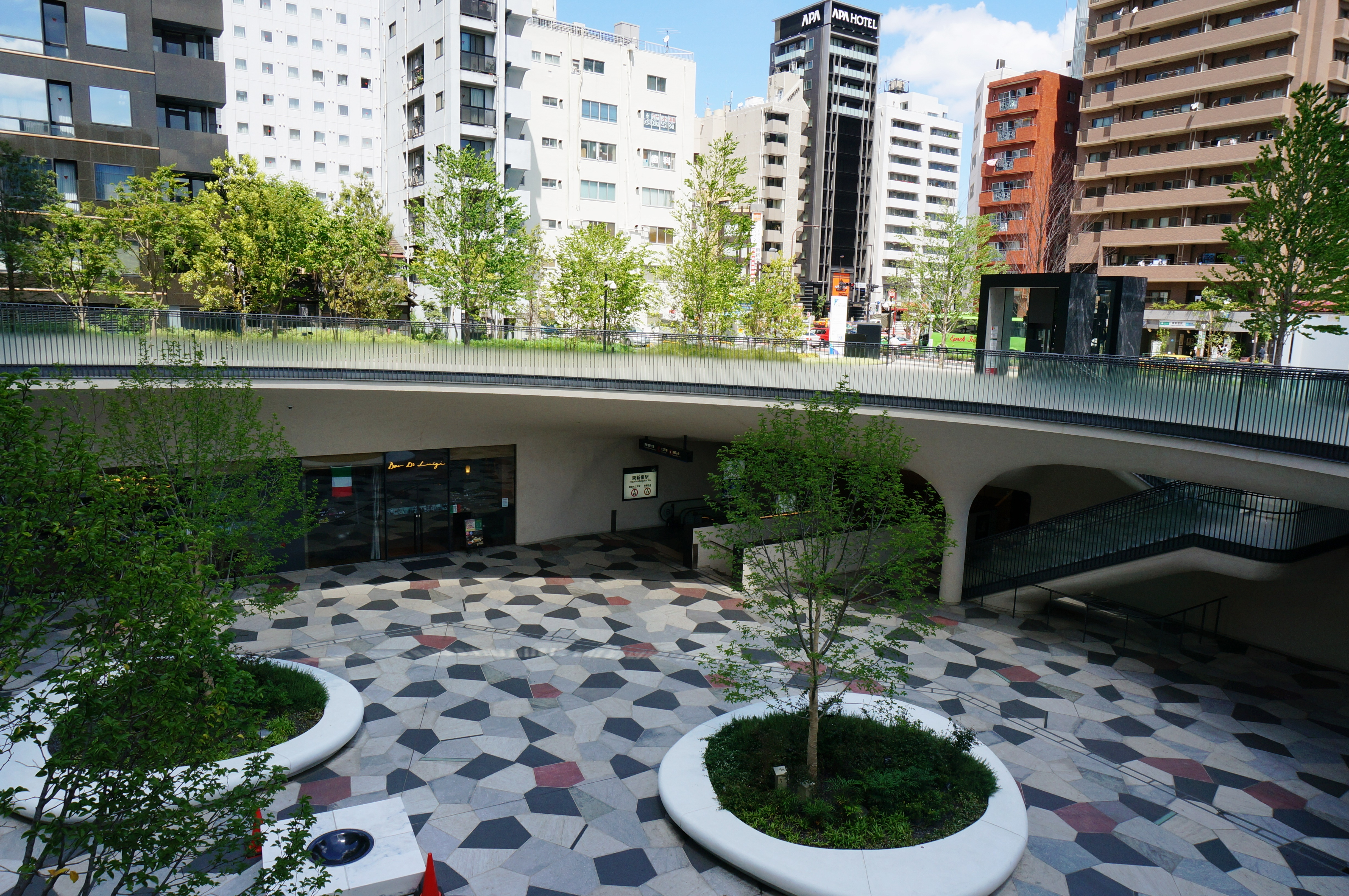
A3出入口與下沉式庭園

2012年4月27日開設。位於新宿六丁目北端。下沉式庭園與新宿Eastside Square直通。本出入口式設有電扶梯（上行）與電梯。
- 新宿Eastside Square（日语：新宿イーストサイドスクエア）
  - 史克威爾艾尼克斯控股（日语：スクウェア・エニックス・ホールディングス）本社
    - 史克威爾艾尼克斯本社
    - 太東本社

  - 東急手創館本社
  - 軟銀科技（日语：ソフトバンク・テクノロジー）本社
- Comforia新宿Eastside Tower（コンフォリア新宿イーストサイドタワー）
- 東京消防廳新宿消防署大久保出張所
- 新宿區立新宿中學校（日语：新宿区立新宿中学校）
- 新宿區立新宿文化中心（日语：新宿文化センター）
- 新宿區立天神小學校
- 東京醫科大學
- 西向天神社
- 拔辯天（日语：厳嶋神社 (新宿区)）（嚴嶋神社）

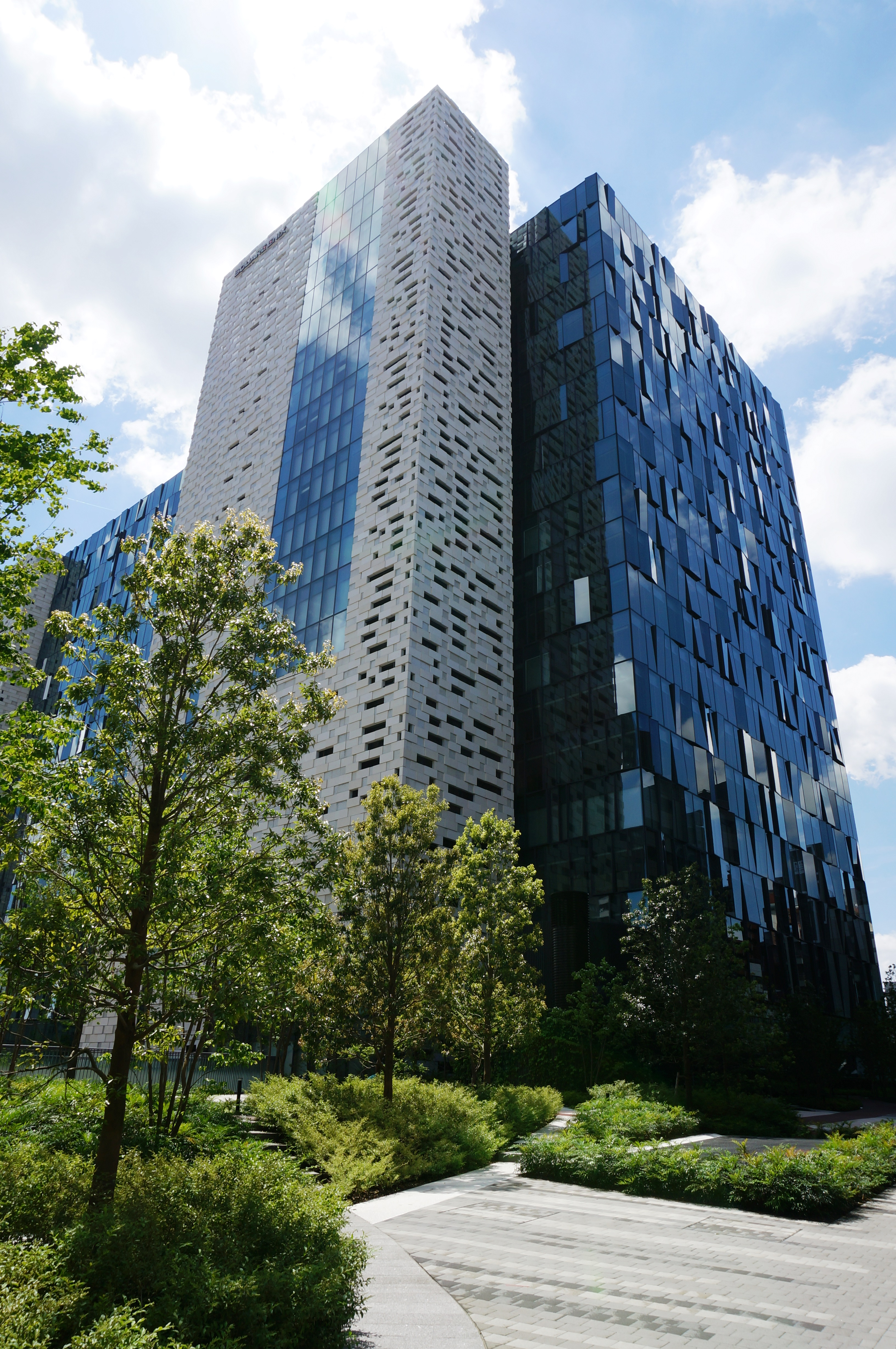
新宿Eastside Square
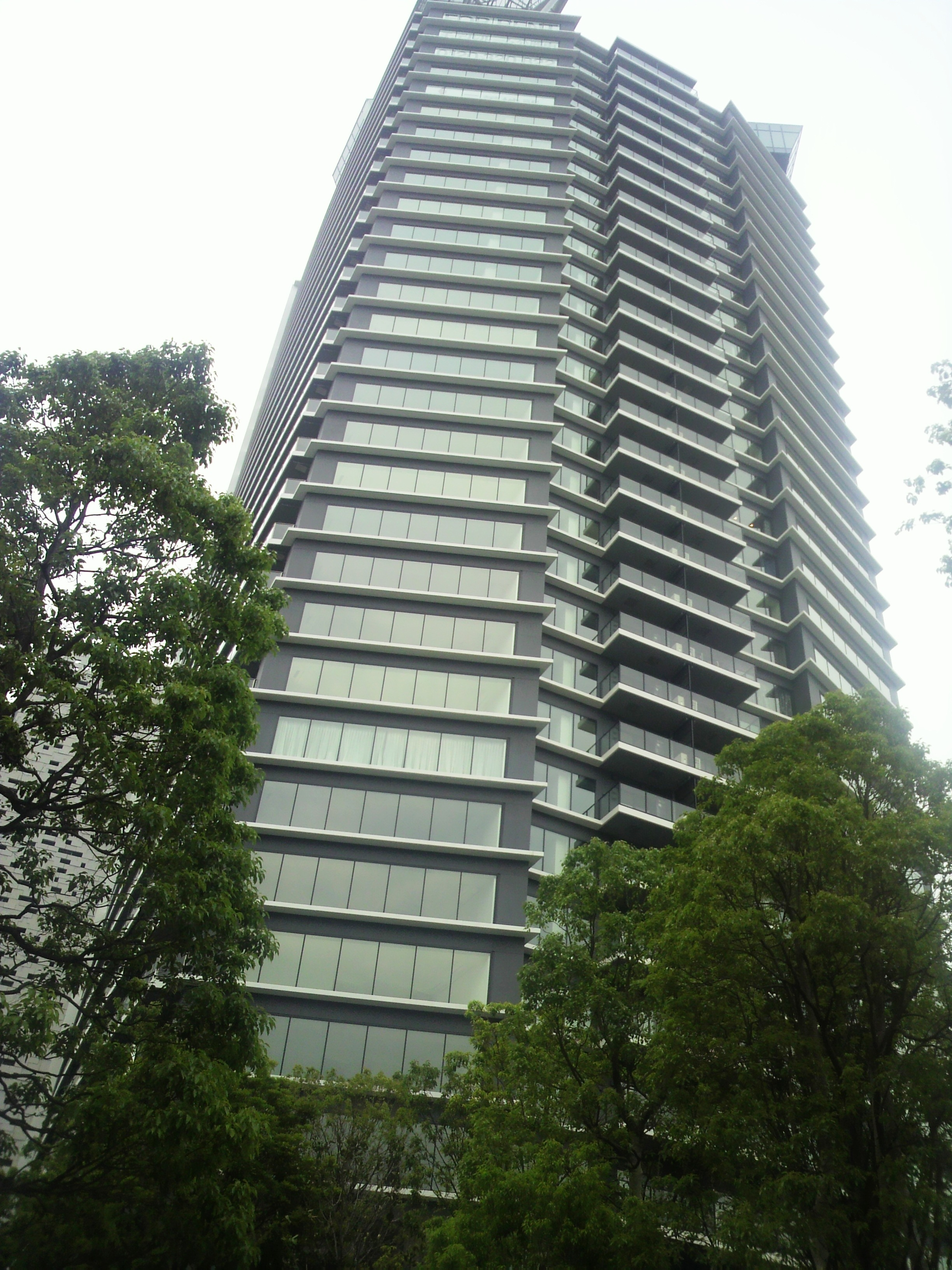
Comforia新宿Eastside Tower
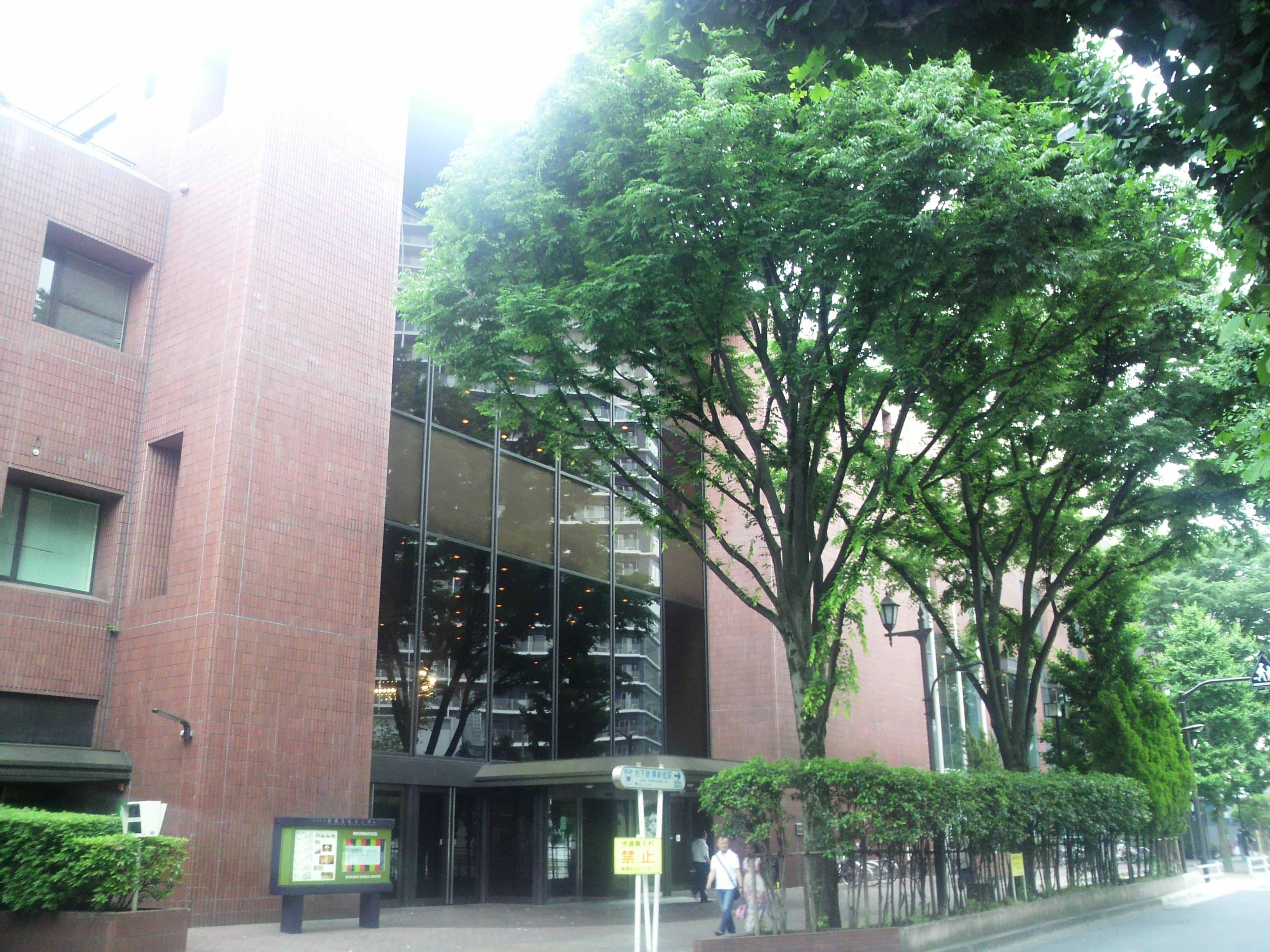
新宿文化中心

#### B1出入口（大久保一丁目）
副都心線開業時新設。位於大久保一丁目東端，鄰明治通。大久保通與明治通交差點有電梯專用出入口。車站往西北方步行可至新大久保的韓國城。
- JR山手線新大久保站
- 日本紅十字會東京都支部
- 新宿區立大久保小學校
- 新宿區大久保地域中心
  - 新宿區役所（日语：新宿区役所）大久保特別出張所
  - 新宿區立大久保圖書館（日语：新宿区立図書館）
- 日本年金機構（日语：日本年金機構）南關東區事務所、新宿年金事務所
- 新宿大久保郵便局
- 小泉八雲紀念公園
- 國立國際醫療研究中心戶山醫院（日语：国立国際医療研究センター）

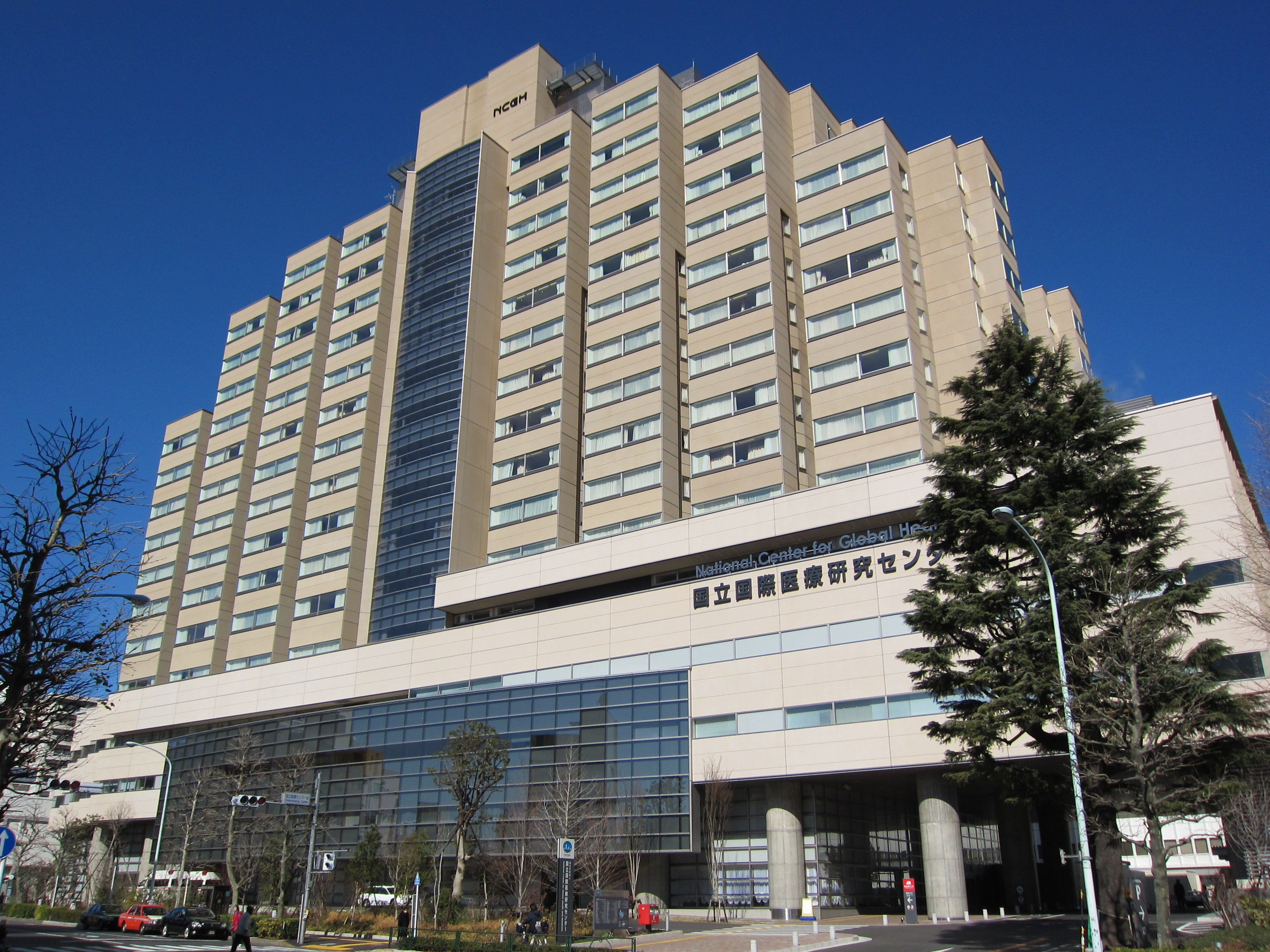
國立國際醫療研究中心
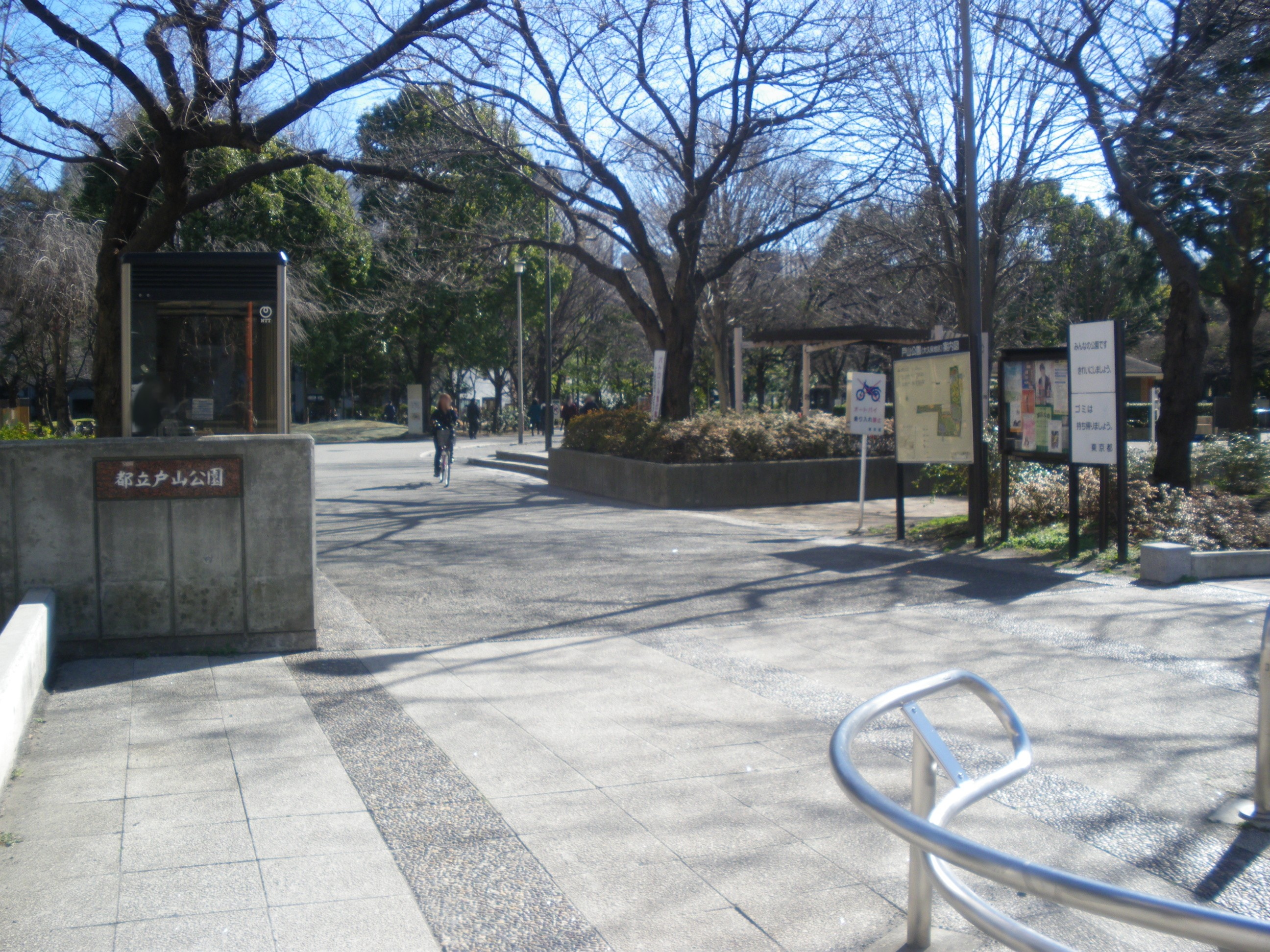
都立戶山公園

#### B2出入口（新宿七丁目）

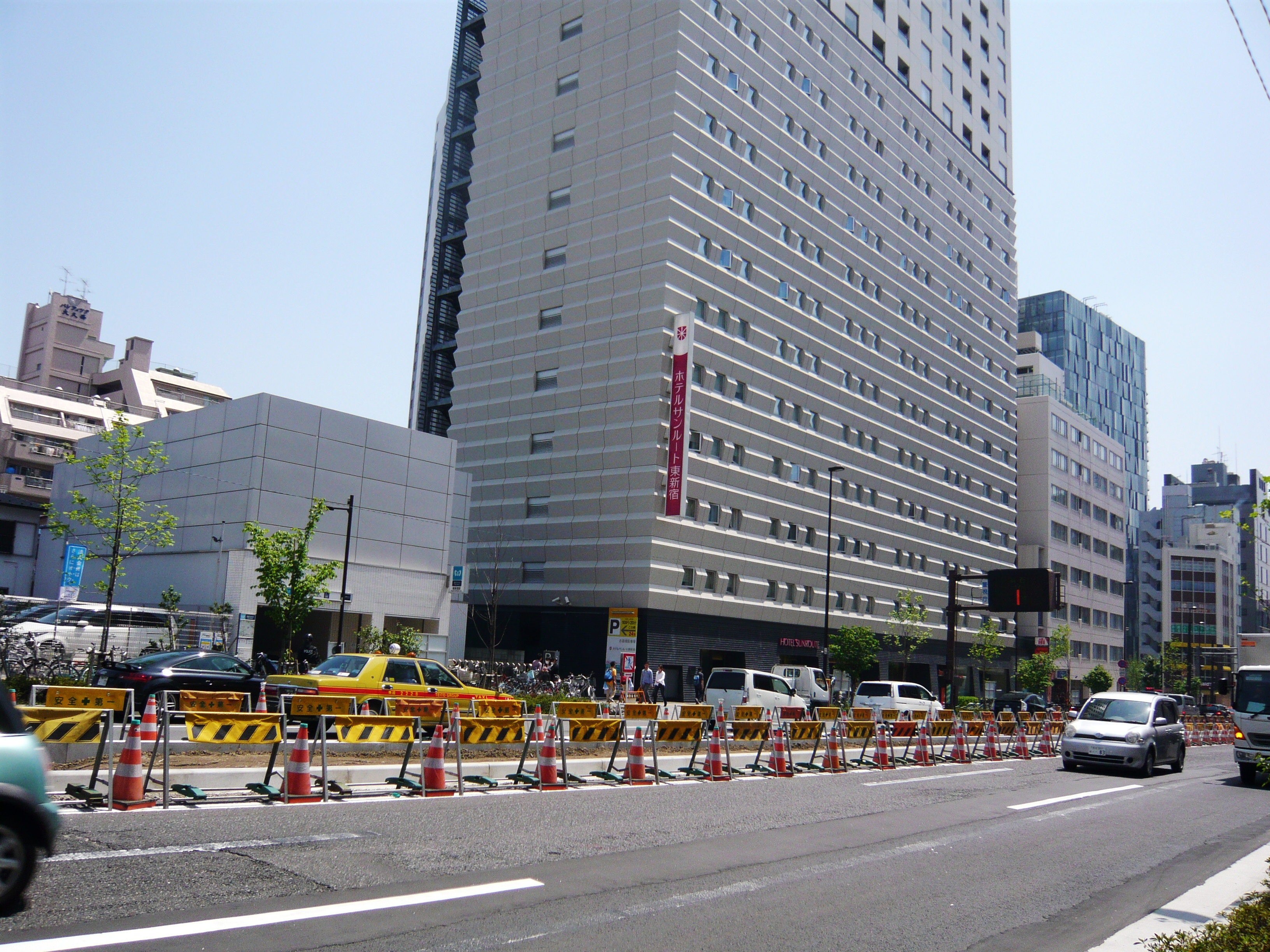
面對明治通的B2出入口

副都心線開業時新設。位於新宿七丁目西端，面明治通。設有電扶梯（上行）、往副都心線剪票口層的電梯。
- 新宿KOKOKARA廣場（新宿ここ・から広場）
  - 兒童綜合中心
  - 新宿區勞動者、工作支援中心
  - 新宿區銀髮人材中心
  - 多功能運動廣場、農業體驗場
- 東新宿燦路都大飯店（日语：サンルートホテルチェーン）（也鄰近A2出入口）
- APA HOTEL東新宿站前（也鄰近A1出入口）

### 都營巴士

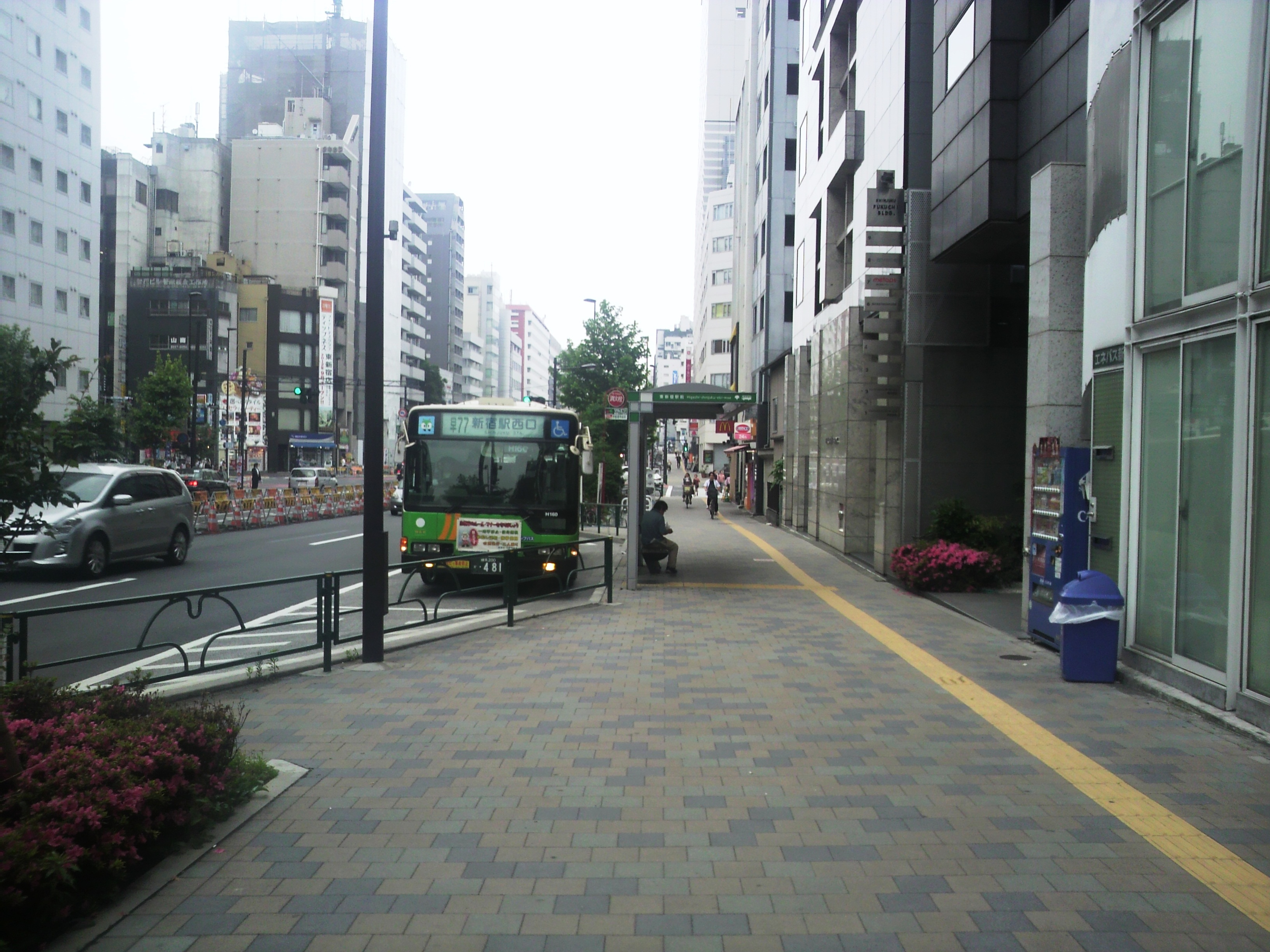
东新宿站前第三入口

最近的巴士站是明治通與拔辯天通路口的「東新宿站前」巴士站。以下路線由東京都交通局運行。該巴士站在都營大江戶線車站開業以前稱為「大久保一丁目」，1978年7月以前稱「西大久保一丁目」。

#### 東新宿站前1號乘車處
車站南部明治通西側。
- 宿74：經國立國際醫療研究中心（日语：国立国際医療センター）前往東京女子醫大前
- 早77：經學習院女子大學（日语：学習院女子大学）前（西早稻田站）往早稻田（早稲田車庫（日语：都営バス早稲田営業所））
- 池86：經學習院下往池袋站東口

#### 東新宿站前2號乘車處
車站南部明治通東側。
- 宿74：經歌舞伎町往新宿站西口
- 宿75：經歌舞伎町往新宿站西口
- 早77：經歌舞伎町往新宿站西口
- 池86：經北參道往澀谷站東口

#### 東新宿站前3號乘車處
車站東部拔辯天通北側。
- 高71：經拔辯天（日语：厳嶋神社 (新宿区)）、東京女子醫大前、市谷站往九段下
- 宿75：經拔辯天往東京女子醫大前／經拔辯天、東京女子醫大前、四谷站往三宅坂（日语：三宅坂）

#### 東新宿站前4號乘車處
車站北部明治通西側。
- 高71：經學習院女子大學（西早稻田站）、新宿運動中心入口往高田馬場站

### 新大久保周邊地區免費循環巴士
2015年9月起，新大久保周邊地區開始行駛免費循環巴士「K-shuttle」（ケーシャトル），並停靠本站。一開始僅週五、六日行駛，之後將擴大為每日運行。除觀光客外，地方居民也可免費搭乘。除了停靠大久保區域的新大久保站與大久保站，也停靠新宿站西口。目前班次1日6班。

### 羽田機場接駁巴士
2014年10月26日起，深夜與早晨時段有羽田機場來往都心方向的接駁巴士。東新宿站與池袋站、新宿站同為新宿、池袋方向的停靠站。
機場接駁巴士由東京空港交通運行。

## 相鄰車站
都營地下鐵
 大江戶線
新宿西口（E 01）－東新宿（E 02）－若松河田（E 03）
 東京地下鐵
 副都心線

■急行、■通勤急行
通過
■各站停車
西早稻田（F 11）－東新宿（F 12）－新宿三丁目（F 13）